# SHARP
Skinheads Against Racial Prejudice (SHARP) ((engl.) skinheadsi protiv rasnih predrasuda) su antirasistički opredijeljeni skinheadsi u sukobu s neo-nacističkim i rasističkim skupinama. Smatraju da je skinheadska kultura oduvijek bila apolitična te da ju određene rasističke skupine iskorištavaju u vlastitu korist. Pokret je započeo 1987. u New Yorku.

## Vanjske poveznice
- (eng.) "Skin of a Different Color"